# Equilibrium (Giovanni Allevi)
Equilibrium è il decimo album del pianista e compositore italiano Giovanni Allevi, pubblicato il 20 ottobre 2017.

## Tracce

### Disco 1
1. Flowers (Giovanni Allevi & Orchestra Sinfonica Italiana) – 2:59
2. No Words (Giovanni Allevi & Orchestra Sinfonica Italiana) – 3:20
3. Together (Giovanni Allevi & Orchestra Sinfonica Italiana) – 4:30
4. Scent of You (Giovanni Allevi & Orchestra Sinfonica Italiana) – 3:52
5. A Life in a Day (Giovanni Allevi & Orchestra Sinfonica Italiana) – 7:29
6. Born to Fly – 3:20
7. Oxygen – 3:15
8. Cariño – 3:23
9. No More Tears – 3:20
10. Relativity – 2:30

### Disco 2
1. I. Mosso – 14:25
2. II. Adagio – 7:06
3. III. Allegro – 7:37

## Classifiche
| Classifica                     | Massima posizione raggiunta |
| ------------------------------ | --------------------------- |
| Classifica italiana album FIMI | 14                          |

### Andamento nella classifica italiana
| Posizione | 14 | 23 | ? | 79 | 98 |